# ソビエト連邦内務省
ソビエト連邦内務省（ソビエトれんぽうないむしょう、ロシア語: Министерство внутренних дел СССР：略称МВД：エムヴェーデー。ラテン文字での略称はMVD）は、1946年からソビエト連邦の崩壊まで存在した、ソビエト連邦の内政を管掌する機関。内務人民委員部（NKVD）の後継、ロシア内務省の前身である。

## 歴史
1946年3月18日、ソビエト連邦最高会議はソビエト連邦人民委員会議をソビエト連邦閣僚会議に、人民委員部を省に変える法律を採択し、ソ連の内務人民委員部はソビエト連邦内務省となる。
第二次世界大戦後、ソ連内務省はソ連国家保安省およびソ連軍と協力し、ウクライナ蜂起軍に対する軍事行動を行った。
1947年1月、ソ連閣僚会議の布告により、国境部隊や護衛部隊等を除くソ連内務省の国内部隊がソ連国家保安省に移管された。

## 機構
ソ連内務省は、犯罪の摘発と捜査、犯罪者の逮捕、国内パスポートの管理、治安の維持、仮釈放者の監督、刑務所と強制労働収容所の管理、防火、交通規制等の、ソ連の内政と安全保障に関連する幅広い業務を行っていた。
1988年までは精神病院も管轄していたが、1988年1月に可決された法律により、ソ連保健省に移管された。

## 歴代内務大臣
- セルゲイ・クルグロフ（1946年3月 - 1952年11月）：大将・チェキスト(チェーカー出身)。
- ラヴレンチー・ベリヤ（1952年11月 - 1953年6月）：ソ連邦元帥・チェキスト。
- セルゲイ・クルグロフ（1953年6月 - 1956年1月）：大将・チェキスト。
- ニコライ・ドゥドロフ（1956年1月 - 1960年1月）：文民。
- ニコライ・シチョーロコフ（1966年9月 - 1982年12月）：上級大将。
- ヴィタリー・フェドルチュク（1982年12月 - 1986年1月）：上級大将・チェキスト。
- アレクサンドル・ヴラソフ（1986年1月 - 1988年10月）：大将。
- ワジム・バカーチン（1988年10月 - 1990年12月）：文民。
- ボリス・プーゴ（1990年12月 - 1991年8月）：大将・チェキスト。
  - ヴァシーリー・トゥルーシン（ロシア語版）（1991年8月）∶内相代行（第一内務次官）・大佐。
- ヴィクトル・バランニコフ（1991年8月 - 1991年12月）：民警。